# Řadový dům

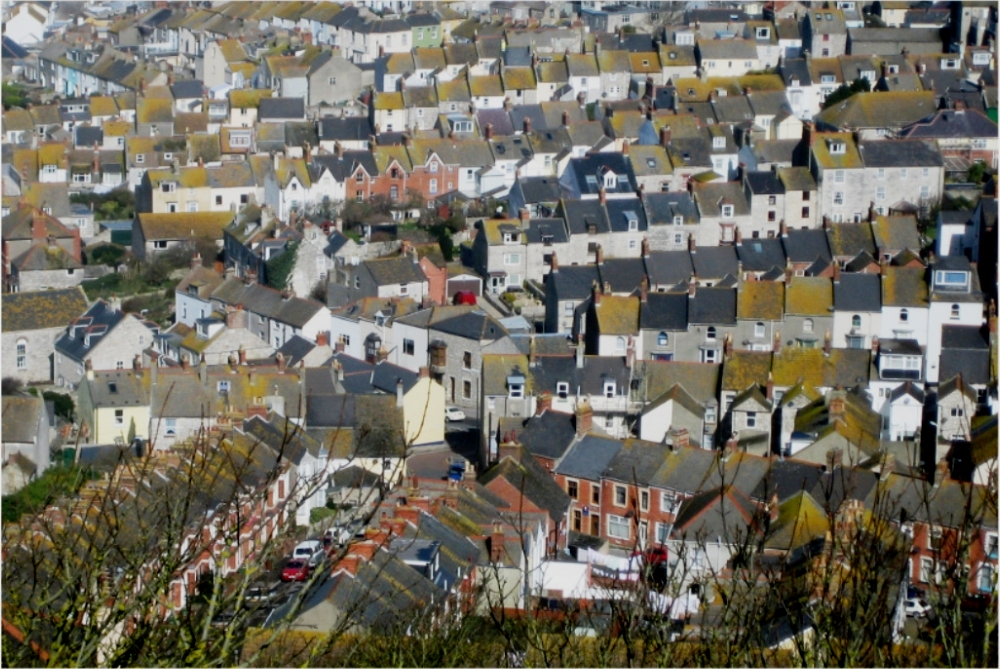
Fortuneswell u Portlandu, Velká Británie

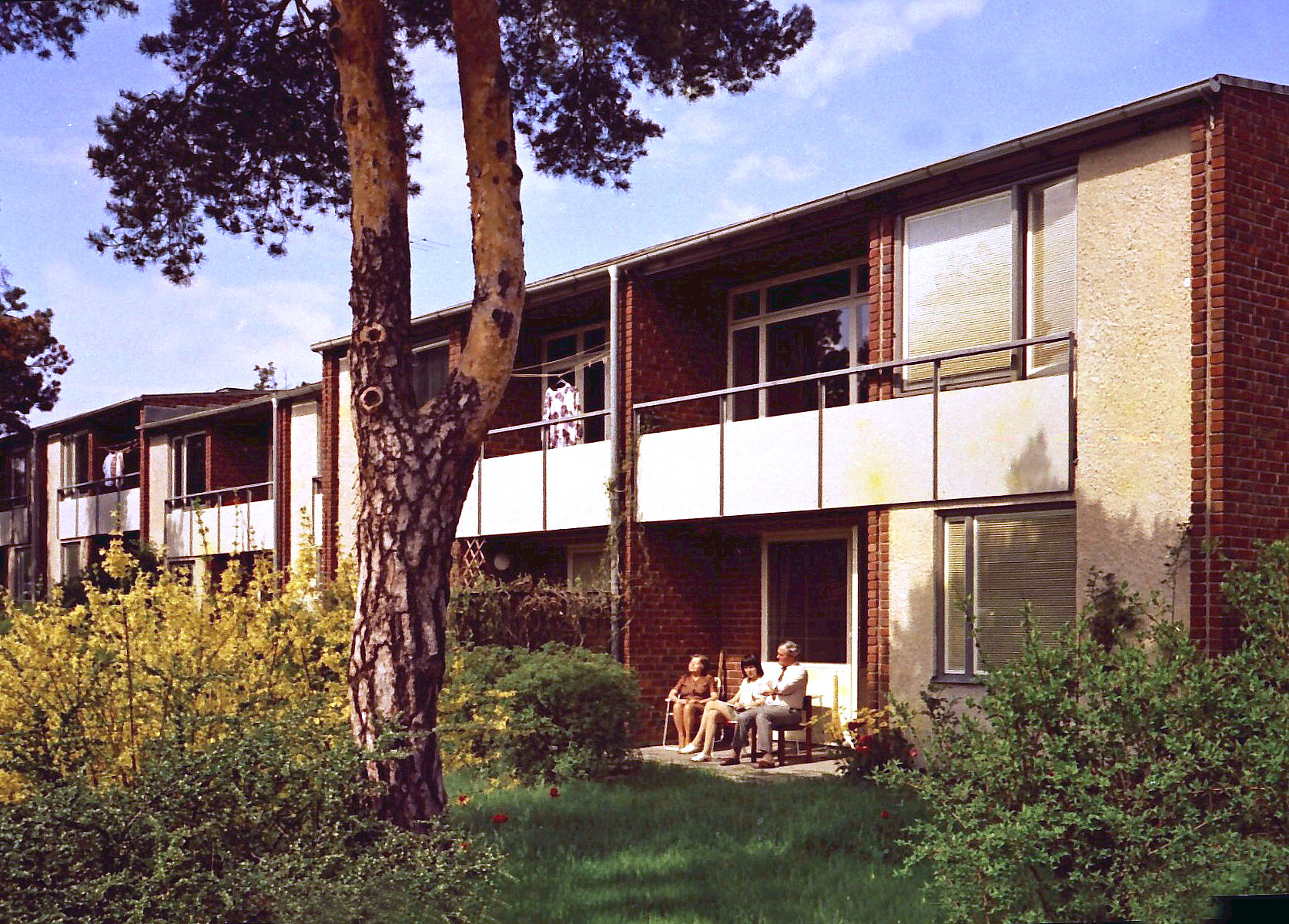
Riksrådsvägen, Stockholm, Švédsko

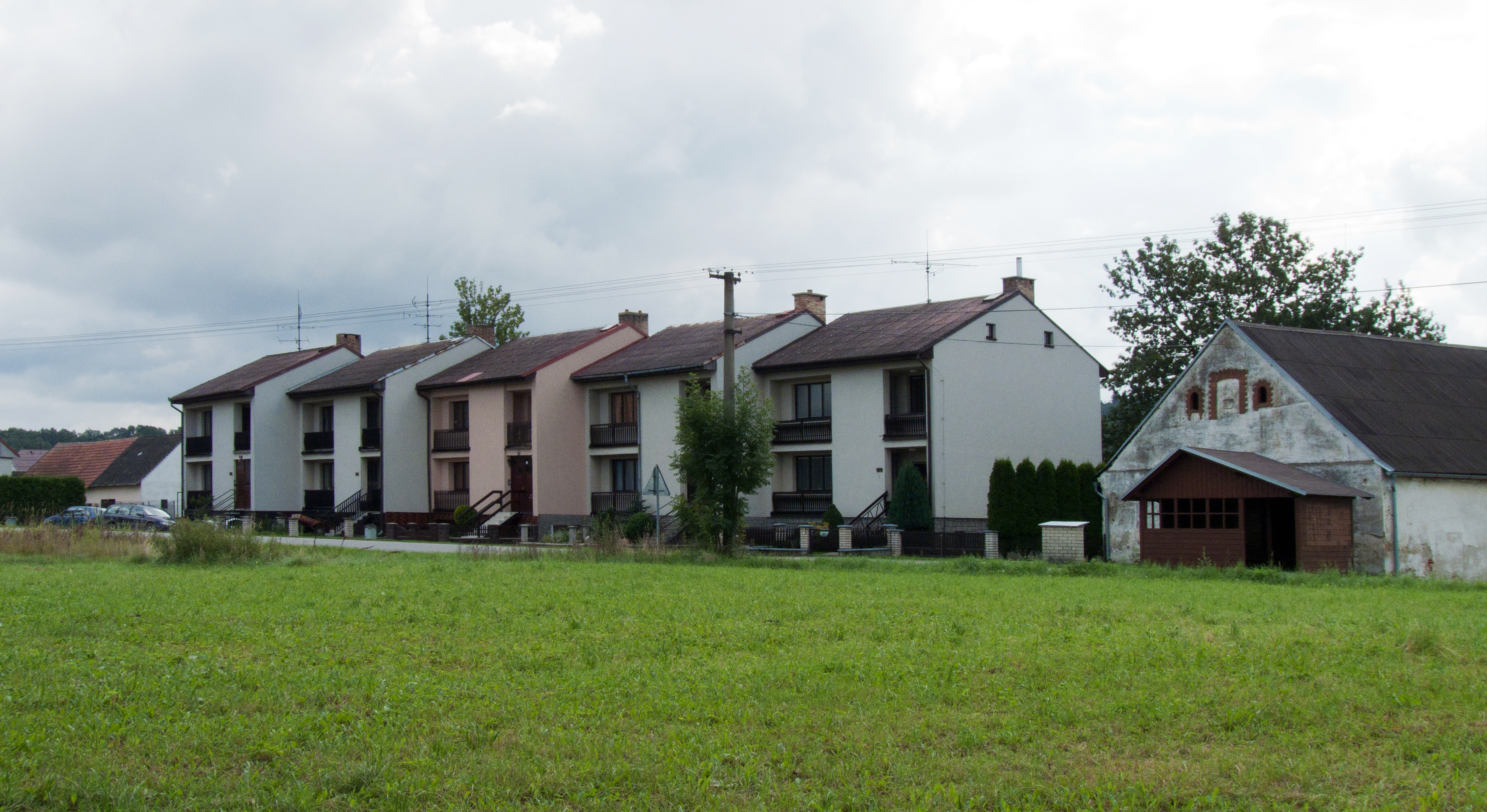
Řadové domy v obci Ratibořské Hory

Řadové domy či řadovky je způsob bytové výstavby, kdy se jedno- až třípodlažní rodinné domy, často stavěné podle téhož plánu, řadí těsně vedle sebe a sdílejí nosné zdi se sousedním domem. Ve srovnání s činžovními domy nabízejí větší soukromí, případně i zahrádku, ve srovnání se samostatnými rodinnými domy jsou energeticky úspornější, zaberou méně místa a tím umožňují vyšší hustotu osídlení. Díky tomu se zlevňuje stavba inženýrských sítí a usnadňuje obsluha veřejnou dopravou.

## Popis
Řadový dům představuje kompromis mezi blokovou nebo panelovou výstavbou ve městě a rodinným domem. I když vznikl z řadové zástavby podél ulic a silnic, moderní řadové domy se liší tím, že se staví podnikatelsky ve větším množství a často kolmo na hlavní komunikace. Staví se spíše na okraji a v okolí velkých měst, pro skromnější i náročnější zájemce; ceny v Praze a okolí se pohybují mezi 3,5 a 20 miliony Kč (2009).

## Historie
Předchůdcem řadového bydlení byla jednotná zástavba ulic a náměstí, časným příkladem může být Place des Vosges (1605–1612) v Paříži: jednotné nájemní domy kolem náměstí se zelení a velmi omezeným provozem. Řadové domy v moderním smyslu však vznikly jako sociální bydlení pro nemajetné a zaměstnance. Příkladem je sídliště Fuggerei, které roku 1521 pro chudé občany Augsburgu postavil bankéř Jakob Fugger.
V Anglii má označení Terraced house širší význam a zahrnuje i jednotnou výstavbu činžovních domů v ulicích měst. O jeho rozšíření se zasloužil zejména ekonom a podnikatel Nicholas Barbon po velkém požáru Londýna (1667). S vývojem je spojován i skotský architekt Robert Adam.
Na evropském kontinentě se začaly v řadách už v 19. století budovat malé domky pro zaměstnance a dělníky. Také v ČSR se stavěly bytové kolonie zaměstnanců i dělníků od 20. let 20. století a podobně se rozvíjela i bytová výstavba v Baťově Zlíně. Velký rozvoj nastal při obnově zničených měst po druhé světové válce, kdy se stavěly jak strohé kolonie s dlouhými řadami domků, tak postupně i komfortnější sídliště s omezeným provozem, zelení a často i s dvoj- a trojdomky. Mezi první v ČR patřilo sídliště Solidarita v Praze-Strašnicích z let 1947-1951.
Velmi populární jsou řadové domy i v Kanadě, například v Torontu. První řadový dům v USA byl postaven architektem Thomasem Carstairsem roku 1820 ve Filadelfii. V New Yorku, například v Bronxu nebo v Brooklynu, jsou řadové domky komfortnější, proto v nich žijí bohatší lidé střední třídy. V New Orleans je i francouzská čtvrť jenom s řadovými domy, a v San Franciscu takovým domům říkají Malované domy.
V Malajsii a Singapuru jsou řadové domy pojaty tak, že v horních patrech je obytná část a dole je obchod, klub, mateřské školy. Na některých místech těchto zemí jsou využívány i jako hotely a penziony.

## Ukázky z různých zemí

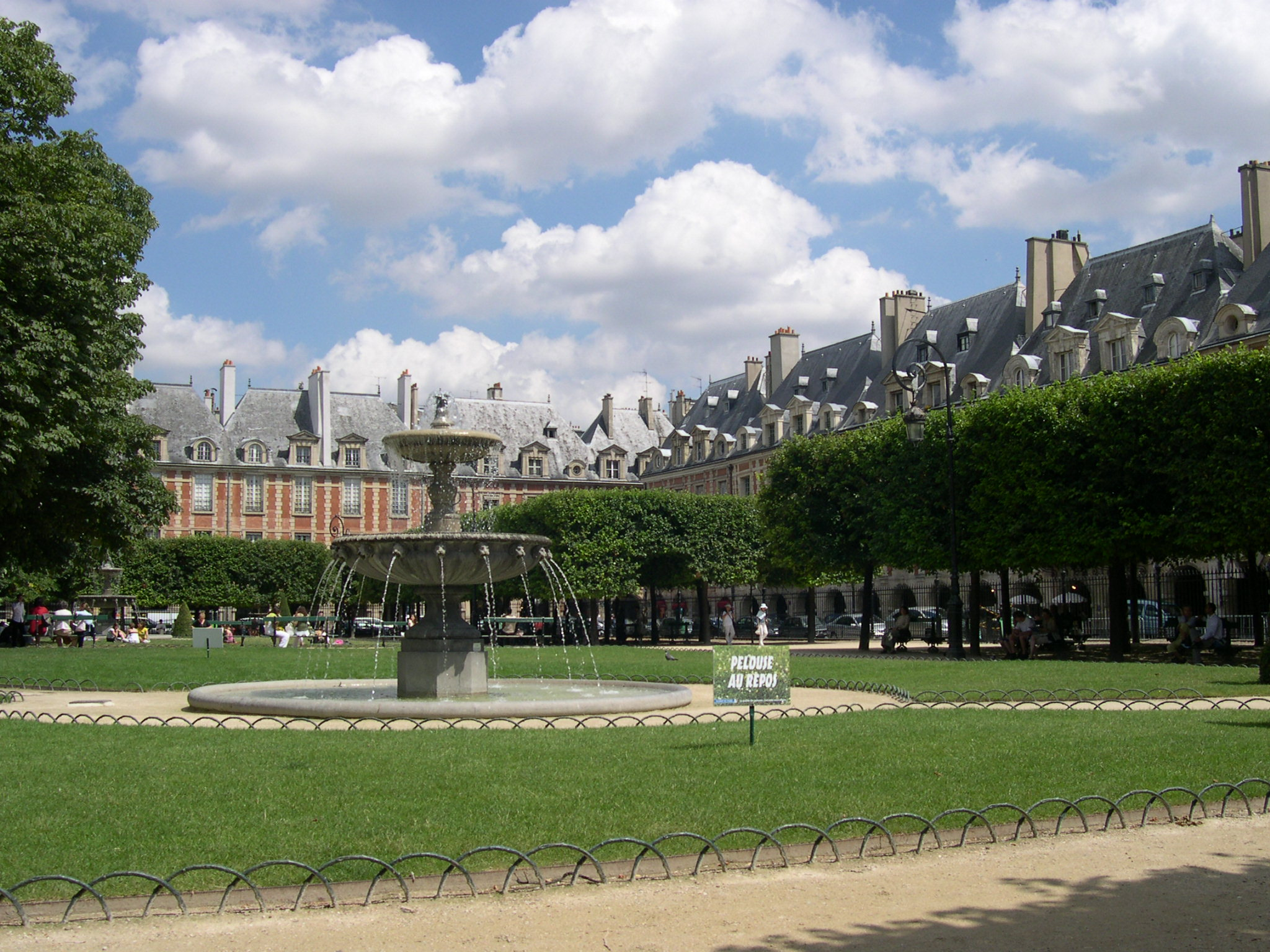
Place des Vosges, Paříž 1612
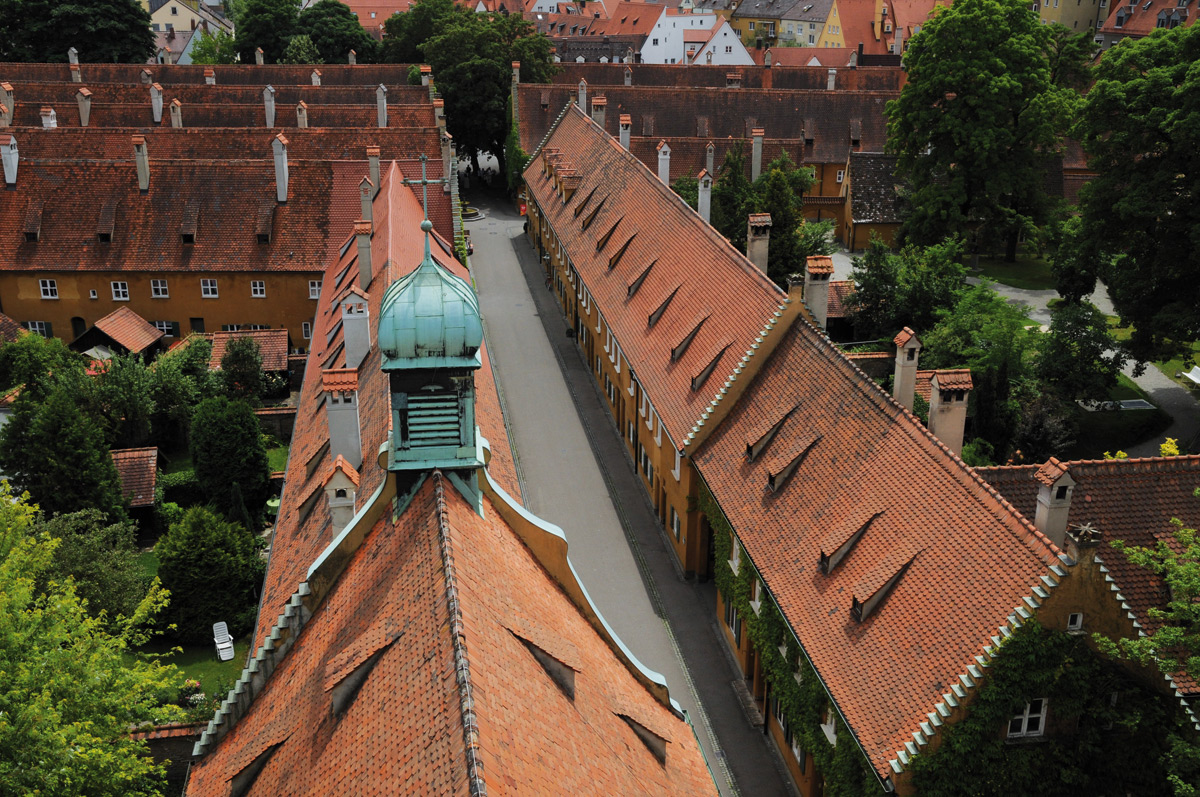
Fuggerei, Augsburg 1521
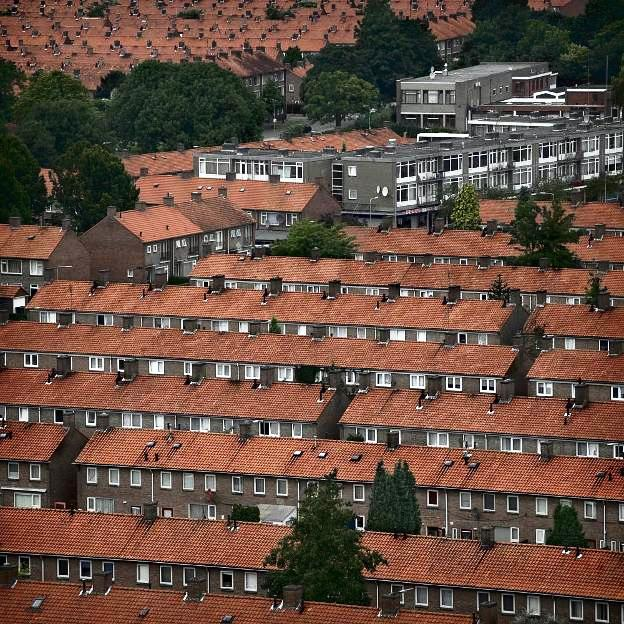
Malburgen-Immerloo, Arnhem, Holandsko
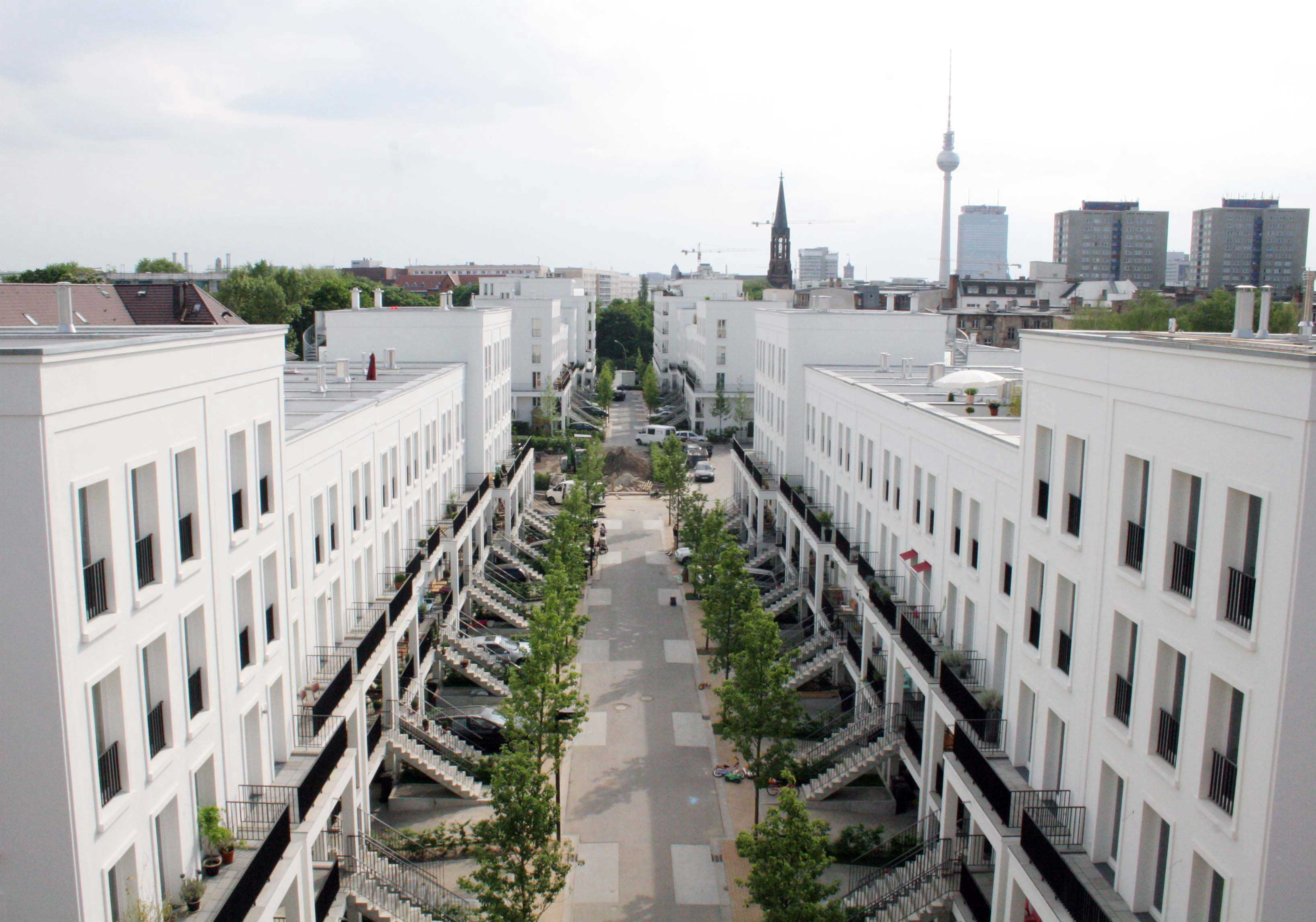
Am Schweizer Garten, Berlín, Německo
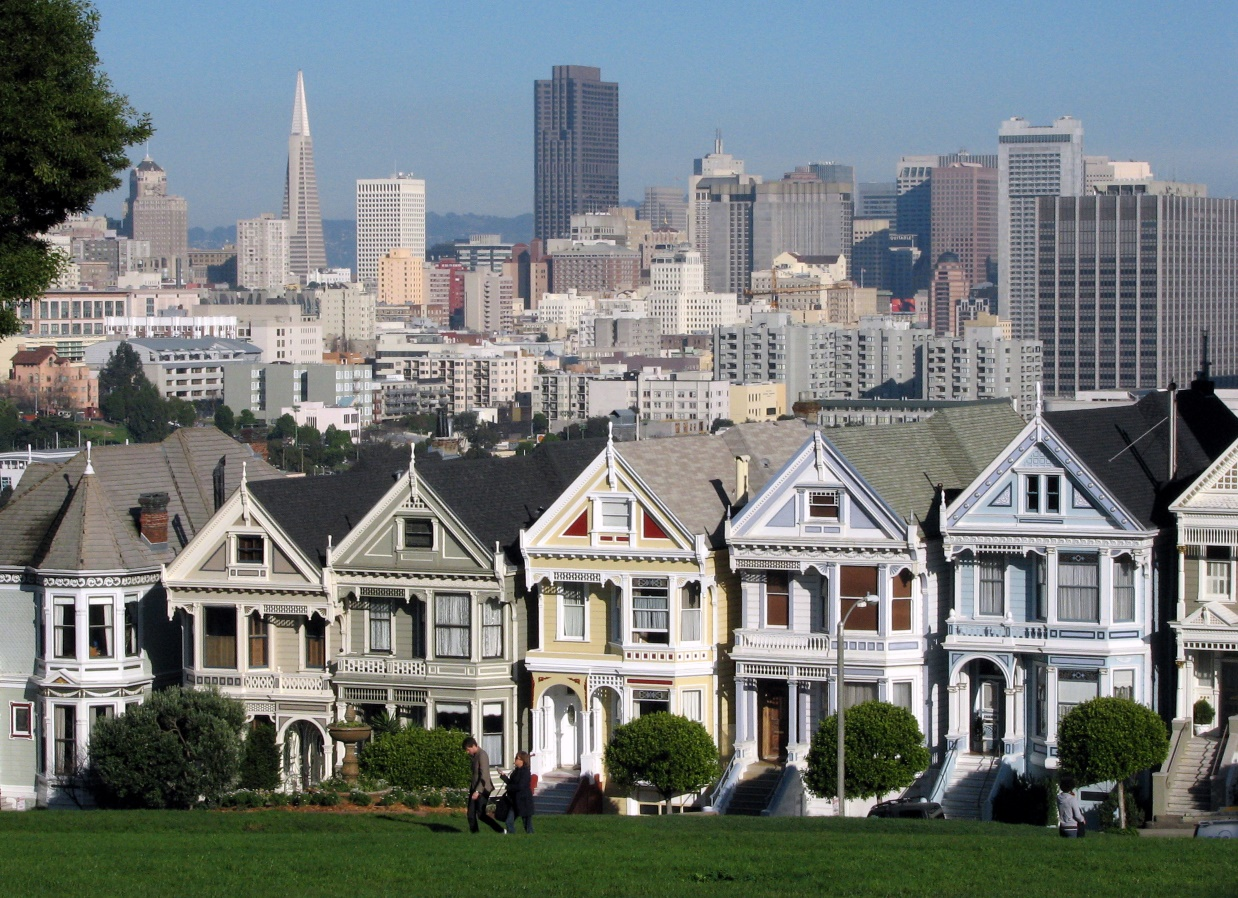
Painted Ladies, San Francisco, USA
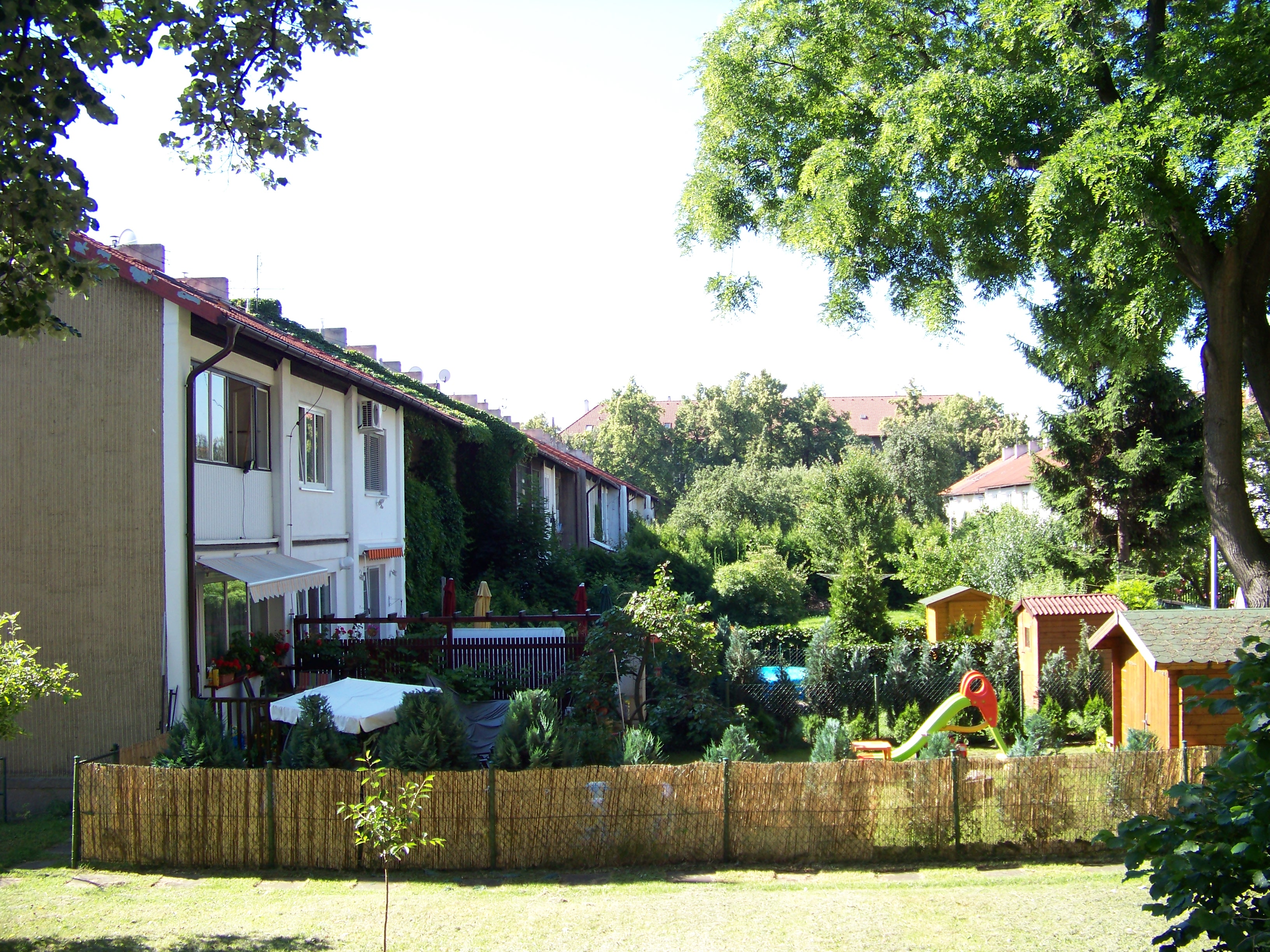
Sídliště Solidarita v Praze
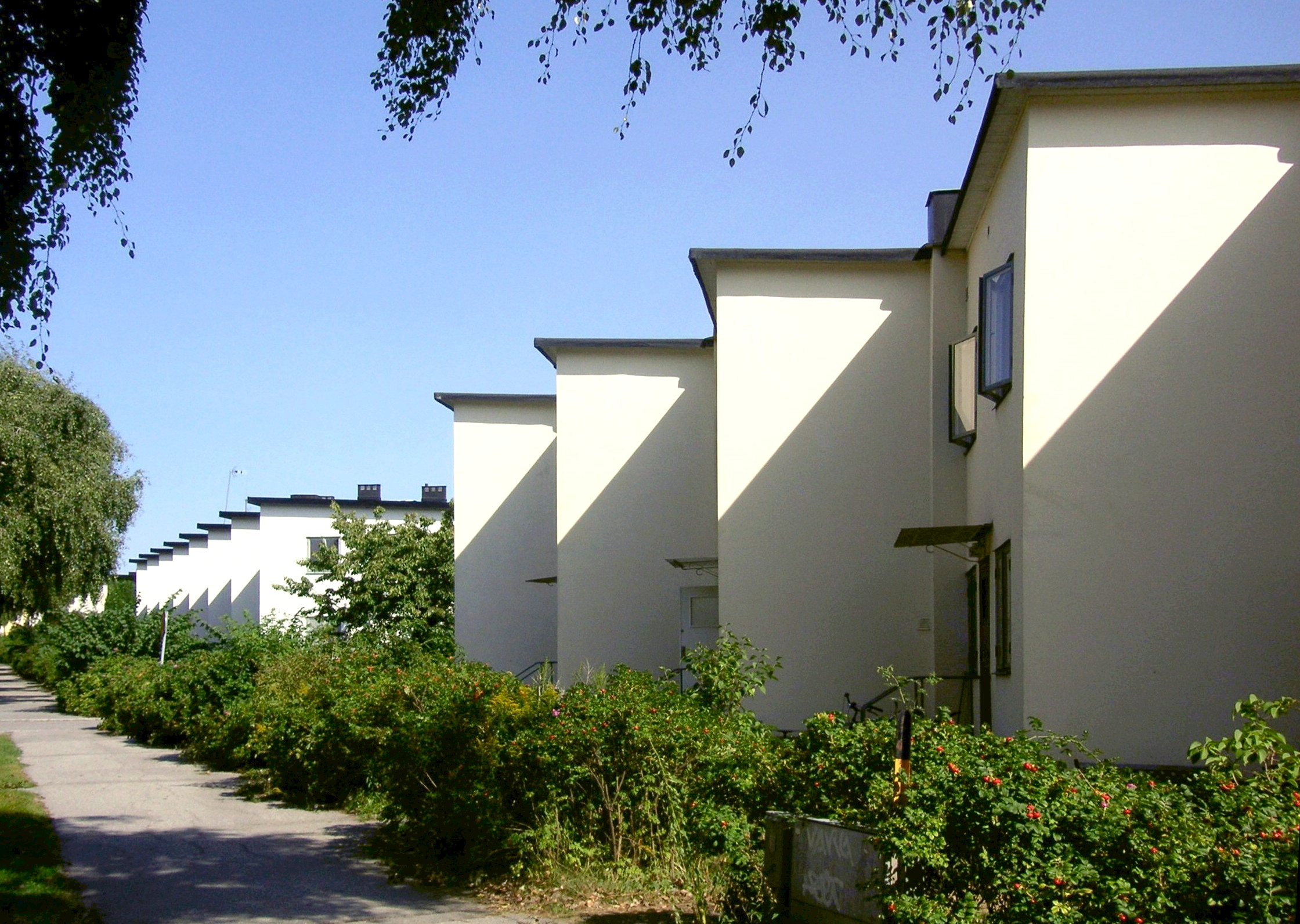
Ålstensgatan, Bromma, Švédsko